# 赤いグラス
『赤いグラス』（あかいグラス）は、1966年5月18日に公開された日本映画である。製作・配給は日活。監督は中平康。主演は渡哲也。

## あらすじ
一等航海士の速水弘志は、自分の育ての親である東洋海運の社長が何者かによって射殺されたことを知る。犯人は副社長の神崎ではないかと疑うも、確実な証拠がなかった。自分の恋人・相原典子の兄で医者でもある恭二が何かを知っているらしいことを掴むが、恭二は行方不明になる。

## キャスト
- 速水弘志：渡哲也
- ジョー：アイ・ジョージ
- 相原典子：小林哲子
- 須賀子：高須賀夫至子
- 殺し屋兄弟の兄：平田大三郎
- 時田：杉江弘（杉山弘太郎）
- 相原恭二：六本木真（六本木誠人）
- さつき丸船長：雪丘恵介
- 松野：木島一郎
- 林：柳瀬志郎
- 青：天坊準
- 須賀子の居場所を教える男：青木富夫
- 三島の子分：鴨田喜由
- 三島：宮阪将嘉
- 神山勝
- 須賀子の居場所を教える男：八代康二（八代康次）
- 殺し屋兄弟の弟：平田重四郎
- 速水清造：二木草之助
- 玉井謙介
- 神崎の子分：瀬山孝司、河瀬政敏
- 水夫紹介者：衣笠真寿男
- 三島の子分：東郷秀美
- 神崎の子分：吉田毅（沖田駿一）
- 東洋海運社員：押見史郎
- 神崎の子分：岩手征四郎
- 三島の子分：菊田一郎
- 熱海弘到
- 神崎の子分：有村道宏
- 殺し屋兄弟の弟の愛人：北出桂子
- ユミ：森みどり
- 根本義幸
- 北上忠行
- 神崎の子分：溝口拳
- 佐々木真二
- 沢井昭夫
- 花村勇治：賀川博臣（賀川修嗣）
- 結城元：志摩ちなみ
- 擬斗：渡井嘉久雄（渡井嘉久夫）
- 戸場：信欽三（信欣三）
- 船員ホテルのマダム：初井言榮
- 杉浦：鈴木瑞穂
- 神崎：神田隆

## スタッフ
- 監督：中平康
- 脚本：甲斐久尊
- 企画：笹井英男
- 音楽：牧野昭一

## 同時上映
- 涙になりたい